# San Romano in Garfagnana
San Romano in Garfagnana es una localidad italiana de la provincia de Lucca, región de Toscana, con 1.468 habitantes.

Ubicación de la ciudad de San Romano in Garfagnana dentro de la provincia de Lucca.

## Evolución demográfica
| Gráfica de evolución demográfica de San Romano in Garfagnana entre 1861 y 2001 |
|                                                                                |
| Fuente ISTAT - Elaboración gráfica por parte de Wikipedia                      |